# Battaglia di Aleppo (2024)
La battaglia di Aleppo del 2024 è stata un episodio bellico verificatosi nell'ambito della guerra civile siriana. Essa ha segnato il primo scontro armato nella città di Aleppo dalla conclusione della precedente battaglia, combattuta tra il 2012 e il 2016, al termine della quale le forze governative fedeli al presidente Bashar al-Assad avevano riconquistato il controllo dell'intera area urbana, espellendo le forze ribelli.

## Antefatti
Il 27 novembre 2024, Tahrir al-Sham ha annunciato il lancio dell'operazione "Deterrenza d'Aggressione" contro le forze governative nella parte occidentale del governatorato di Aleppo. Secondo l'opposizione siriana, l'offensiva è una diretta risposta all'attacco di artiglieria delle forze di Baššār al-Asad sulla città di Idlib, il quale ha ucciso almeno 30 civili.
Il 46º Reggimento dell'esercito siriano a difesa della periferia cittadina è collassato prima ancora di scontrarsi con i ribelli, facilitandone l'ingresso.
Il giorno prima dello sfondamento dei ribelli nella città, il 28 novembre una riunione di alti ufficiali filo-governativi ad Aleppo è stata attaccata con successo dai ribelli, uccidendo diversi leader militari, tra cui il generale del Corpo delle guardie della rivoluzione islamica Kiumars Purhashemi, consigliere militare iraniano. Secondo invece notizie successive, Purhashemi sarebbe stato invece ucciso da un ufficiale siriano poco prima dell'attacco ribelle dopo tensioni con i comandanti siriani. Ciò avrebbe determinato una significativa destabilizzazione delle truppe, compromettendo la loro capacità di organizzare una difesa efficace e favorendo diserzioni, contribuendo a indebolire ulteriormente le capacità difensive delle forze del regime.

## Battaglia

### Avanzata iniziale
Il 29 novembre 2024, le forze ribelli sono arrivate alla periferia di Aleppo, occupando i villaggi di Khalsa, Al-Rashidin e Khan Tuman e recuperando quattro carrarmati T-55, abbandonati dalle forze governative. La campagna di Aleppo avrebbe dovuto essere difesa dal 46º Reggimento fanteria ma l'unità è collassata ancora prima di essere raggiunta, venendo poi schiacciata dai ribelli. La 25ª Divisione operazioni speciali e la Guardia repubblicana siriana sono state trasferite verso la città per sostenerne la difesa mentre la milizia irachena Harakat Hezbollah al-Nujaba è stata ritirata e trasferita alla difesa della città di Hama.

### Ingresso ad Aleppo
Nel pomeriggio, due attacchi suicidi ribelli con autobombe hanno permesso alle forze ribelli di irrompere nei quartieri periferici di Nuova Aleppo e Hamdaniyah. I militanti hanno continuato ad avanzare, occupando i quartieri 3000 appartamenti e Al-Jumaliya e superando l'autostrada 214 verso il quartiere di Salah al-Din. In seguito i ribelli si sono diretti verso il centro, passando per i quartieri di Sayf al-Dawla e Bustan al-Qasr e riuscendo a raggiungere e conquistare la Moschea degli Omayyadi.
Nelle prime ore del 30 novembre, le forze ribelli sono riuscite a catturare la cittadella di Aleppo, considerata il quartier generale del governo di Assad in città, mentre le truppe filo-governative si sono ritirate a sud-est verso al-Safirah. Proseguendo l'avanzata, l'Esercito siriano libero ha preso il controllo di varie posizioni strategiche, come la base aerea di Kuwayris, una centrale termoelettrica e delle fabbriche di armi in un complesso militare-industriale a est e a sud-est di Aleppo.
Sempre nello stesso giorno, i ribelli si sono diretti verso il campo profughi di Neirab dove era stazionata la brigata filo-governativa Liwa al-Quds. Il comandante Muhammad Al-Said e la maggioranza dei soldati si sono ritirati senza opporre resistenza. Così la maggioranza della città è caduta sotto il controllo ribelle.

### Avanzata delle FDS
Il 30 novembre, a seguito del collasso delle Forze armate siriane nel nord-ovest del Paese, le Forze Democratiche Siriane (FDS) a maggioranza curda sono entrate nei villaggi di Dayr Hafir, Tell Aran e nella parte orientale di Aleppo, sottraendoli alle forze governative. A seguito del ritiro governativo, nel pomeriggio hanno conquistano anche l'Aeroporto Internazionale di Aleppo, tenendolo fino a sera, quando si sono ritirate lasciando la struttura ai ribelli.
Il 1º dicembre si sono verificati scontri tra le FDS e i ribelli nella zona industriale di Sheikh Najjar nel nord-est della città. Altri ribelli sono riusciti a espugnare l'accademia militare difesa dalle truppe del regime. In seguito l'aeronautica militare russa ha condotto un attacco aereo sull'ospedale universitario di Aleppo, uccidendo 12 persone e ferendo due giornalisti. Il 2 dicembre 2024, i ribelli hanno catturato la zona industriale di Sheikh Najjar dalle FDS, spingendosi più a sud della città, catturando Khansir e tagliando le linee di rifornimento all'esercito governativo.
Vedendo che la situazione fosse irrecuperabile, il comandante della 25ª Divisione, Saleh Abdullah, ha fatto ritirare la formazione verso Hama.

## Reazioni internazionali
- Turchia: il Ministro degli affari esteri Hakan Fidan ha negato che la Turchia fosse coinvolta negli scontri ad Aleppo. Ha inoltre affermato che il suo governo sta adottando le "misure necessarie" per evitare un'altra crisi migratoria al suo confine.[24][25]

## Ordine di battaglia

### Siria
Forze armate siriane
- Forze terrestri siriane
  -  Guardia repubblicana siriana
  - Comando forze speciali
    -  25ª Divisione operazioni speciali

  - 5º Corpo d'assalto
    -  Liwa al-Quds

  - 46º Reggimento fanteria

### Iran
Forze armate iraniane
- Guardiani della rivoluzione

### Russia
Forze armate russe
- Forze aerospaziali russe
  -  Aereonautica militare russa

### Opposizione siriana
Comando operazioni militari
- Hay'at Tahrir al-Sham
  -  Jaysh Muhājirīn wa l-Anṣār

 Esercito siriano libero
- Brigata "Tempesta del nord"[26]
- Legione del Levante[27]
- Harakat Nur al-Din al-Zenki[28]

Ajnad al-Kavkaz

### Rojava
Forze democratiche siriane
- Unità di protezione delle donne[30]